# Катрен
Катре́н — четверостишие, рифмованная строфа в 4 стиха, имеющая завершённый смысл. Схем рифмовки у катрена — 3: попарная (aabb), перекрёстная (abab), опоясывающая (abba).
В русской традиции термин чаще всего употребляется применительно к первым двум строфам сонета, где катрены строятся по определённым законам.

Она придёт, даю тебе поруку,

И без меня, в её уставясь взгляд,

Ты за меня лизни ей нежно руку

За всё, в чём был и не был виноват.

(Сергей Есенин, Собаке Качалова)